# Andriivka, Novomoskovsk
Andriivka (în ucraineană Андріївка) este un sat în comuna Vasîlivka din raionul Novomoskovsk, regiunea Dnipropetrovsk, Ucraina.

## Demografie
Componența lingvistică a localității Andriivka
     Ucraineană (95,32%)
     Rusă (4,16%)
     Alte limbi (0,52%)
Conform recensământului din 2001, majoritatea populației localității Andriivka era vorbitoare de ucraineană (95,32%), existând în minoritate și vorbitori de rusă (4,16%).